# گاو کامبوجی
گاو کامبوجی (نام علمی: Bos sauveli) نام یک گونه از تیرهٔ گاوان و راستهٔ جفت‌سُم‌سانان است با جثهٔ درشت و پاهای بلند و پشت برآمده و قوزدار که رنگ آن‌ها قهوه‌ای تیرهٔ یا سیاه است

## منابع

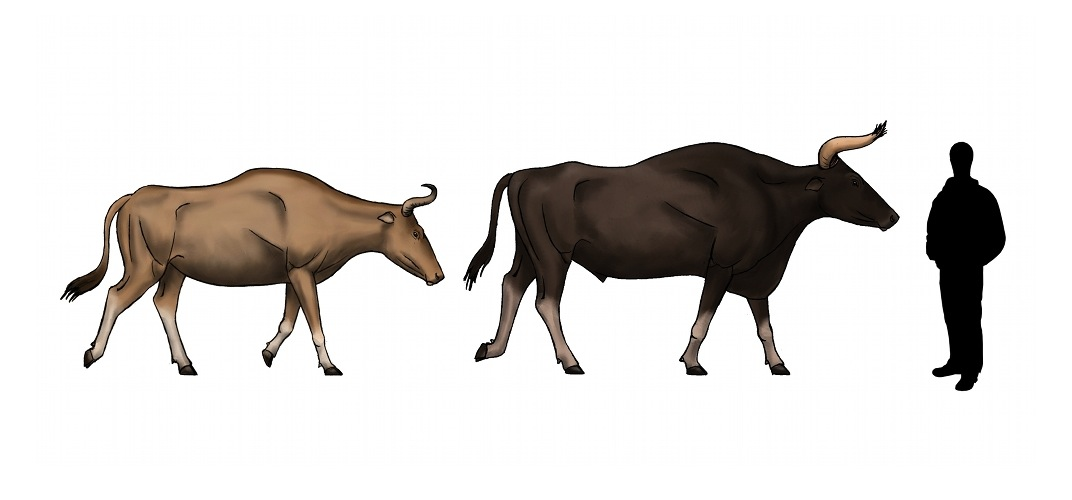
مقایسه اندازه با انسان